# Frangipane

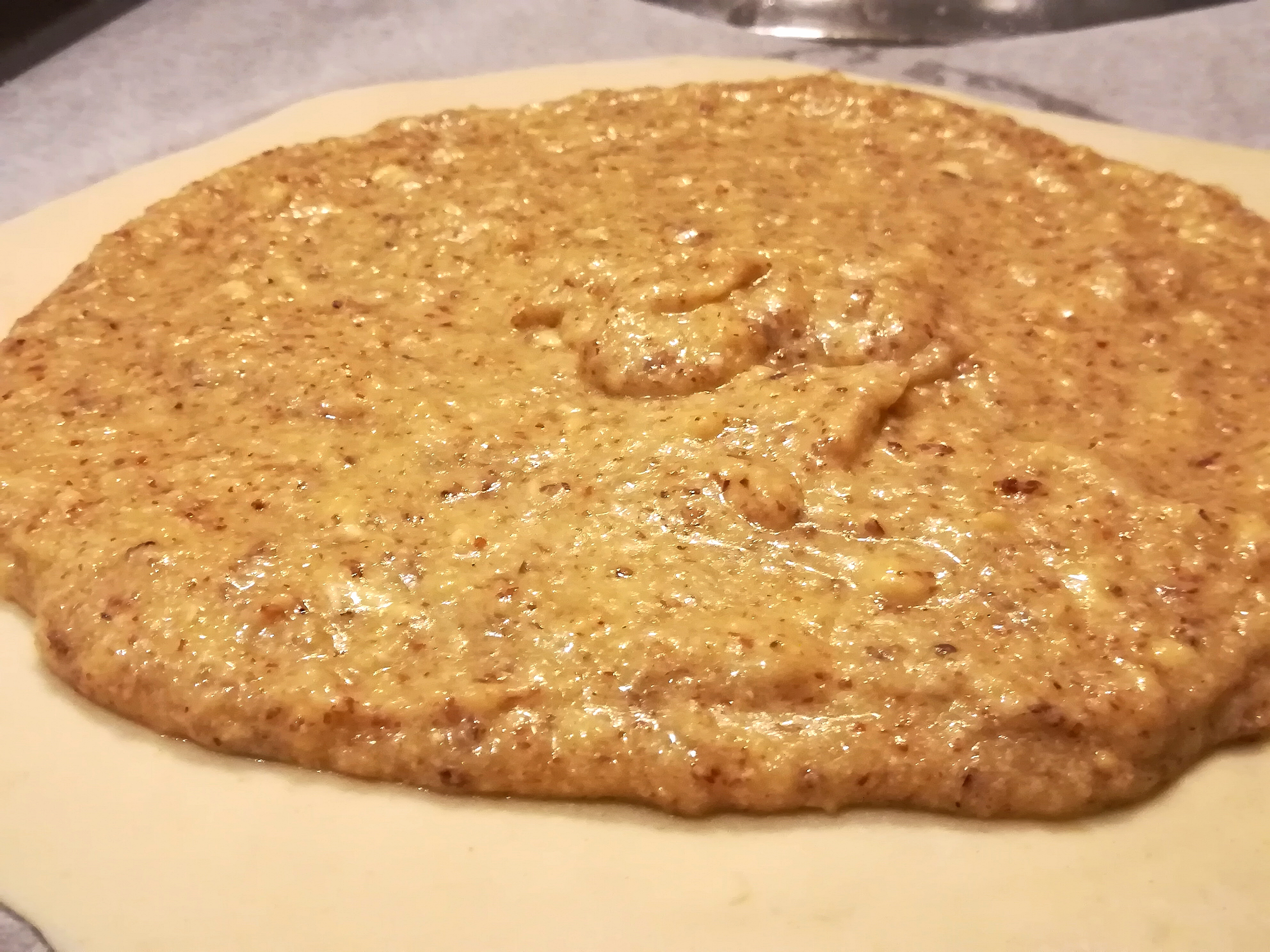
Frangipane ongekookt

Frangipane is een beslag op basis van boter, suiker, gemalen amandelen, eieren en bloem. Bij uitbreiding wordt ook taart op basis van dit beslag hiermee aangeduid. 
Frangipanetaart kent vele combinaties, zoals met peren, appelen, met zoetigheden, bijv. glazuur. Dit gebak is bekend bij veel mensen. Een speciaal soort frangipanetaart is de driekoningentaart met de boon. Een typisch kenmerk is ook het laagje glazuur boven op dit gebak.

## Etymologie
Frangipane is een Franse term en wordt gebruikt voor producten met een amandelsmaak. De naam is ontleend aan Markies Muzio Frangipane.
Het moet niet verward worden met de frangipani (Plumeria), een geslacht van oorspronkelijk uit Mexico en Centraal-Amerika afkomstige boomsoorten, die gewaardeerd worden om hun lekkere geur. Deze geur zou lijken op de geur van frangipane, en mogelijk een van de naamgevers van dit gerecht zijn.